# Camera dei rappresentanti della Federazione di Bosnia ed Erzegovina
La Camera dei rappresentanti della Federazione di Bosnia ed Erzegovina (Dom predstavnika Parlamenta Federacije Bosne i Hercegovine/Дом представника Парламента Федерације Босне и Херцеговине) è uno dei due rami in cui si articola il Parlamento della Federazione di Bosnia ed Erzegovina (l'altro ramo è la Camera dei popoli).
La Camera dei rappresentanti è composta da 98 membri eletti su tutto il territorio della Federazione. Essa elegge l'ufficio di presidenza composta dal presidente e da 2 vicepresidenti che devono essere di differenti nazionalità, l'attuale presidente è Edin Mušić,mentre i vicepresidenti sono Mladen Bošković e Saša Mitrović.

## Composizione
| Gruppi parlamentari                                        | Seggi |
| ---------------------------------------------------------- | ----- |
| Partito d'Azione Democratica                               | 29    |
| Alleanza per un Futuro Migliore della Bosnia ed Erzegovina | 16    |
| Fronte Democratico                                         | 14    |
| Unione Democratica Croata, HSS, HKDU, HSP AS, HSP H-B      | 12    |
| Partito Socialdemocratico di Bosnia ed Erzegovina          | 12    |
| Unione Democratica Croata 1990                             | 4     |
| Partito Patriottico di Bosnia ed Erzegovina                | 4     |
| Partito per la Bosnia ed Erzegovina                        | 3     |
| Altri                                                      | 4     |
| Totale                                                     | 98    |